# 流光斎如圭

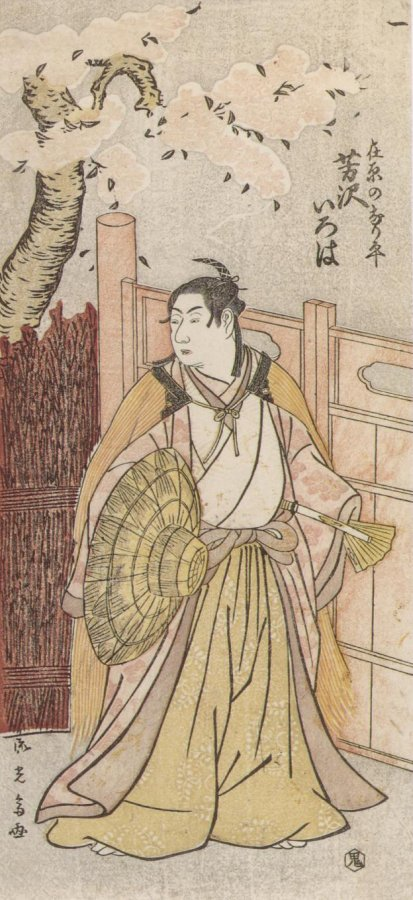
初代芳澤いろはの在原のなり平。寛政3年12月、大坂角の芝居の『競伊勢物語』より。大英博物館所蔵、如圭画。

流光斎 如圭（りゅうこうさい じょけい、生年不明 - 文化7年〈1810年〉）とは、江戸時代の大坂の浮世絵師。

## 来歴
蔀関月の門人。姓は多賀、諱（あざな）は如圭、英昌。通称慈平。大坂北堀江、難波新地などに住む。安永6年（1777年）頃から狂歌本や絵本の挿絵を描いた。月岡雪鼎没後の上方を代表する浮世絵師であった。天明4年（1784年）の『旦生言語備』（やくしゃものいわい）で50名の役者を描いて江戸の勝川春英や勝川春好の役者絵の影響を受けた独自の上方絵を確立した。
寛政4年（1792年）頃から細判一枚摺の役者絵も出すようになり、上方役者絵流行の基礎を築いた。作画期は文化年間までである。寛政2年（1790年）には舞台図を集めた絵本『画本行潦（えほん にわたずみ）』を刊行、寛政6年（1794年）に芝居絵本『絵本花菖蒲』、寛政8年（1796年）に滑稽本『通者茶話太郎』（鉄格子作）、寛政9年（1797年）に八文字屋自笑作の『桐の島台』、寛政12年（1800年）に芝居絵本『役者百人一衆化粧鏡』（八文字屋自笑作）、享和3年（1803年）に芝居絵本『劇場画史』、文化元年（1804年）に芝居絵本『三都劇場草の種（さんがのつ しばい くさのたね）』などを自筆刊行している。
如圭の役者絵は細判・大判ともに理想化されやすい江戸の錦絵に比べてより個性的で写実的な精神が貫かれ、これが上方絵に深い影響を与えることとなった。芝居に関係する『劇場画史』や『三都戯場草の種』などの著作もあるが、錦絵は比較的少ない。肉筆浮世絵となるとさらに少なく、寛政年間に描いた『狂言尽図巻』（紙本着色・千葉市美術館所蔵）など数点が知られるのみである。
俳諧を得意としており、芝居関係書、滑稽本（こっけいぼん）、狂歌本、読本などの挿絵も多い。門人に松好斎半兵衛、二代目流光斎、蘭好斎らがいる。
かつて東洲斎写楽と関係があると論じられたこともあった。市販書やインターネット上の記事ではしばしば「三隅貞吉が雑誌論文「写楽の新研究」（『日本美術・工芸』昭和２３年３月号）で写楽の正体を流光斎如圭とする説を発表した」といった趣旨の記述が行われているが、実際には同論文は上方絵と写楽の役者似顔絵の共通性を論じたものであり、如圭の話題は出てくるものの、同論文の中で写楽と如圭の同一人物説を唱えたという事実はない。

## 作品

### 版本
- 『画本行潦（にわたずみ）』、塩屋喜助ほか、寛政2年（1790年）[2]
- 『絵本花菖蒲』芝居絵本、寛政6年（1794年）
- 後穿窟主人（佐藤魚丸）『川童一代噺（かわたろう いちだいばなし）』全5冊、河内屋源七郎、丁子屋平兵衛ほか、寛政6年。西尾市岩瀬文庫[注釈 1][3]。
- 鉄格子波丸『通者茶話太郎』滑稽本、寛政8年（1796年）[4][注釈 2]
- 八文字屋自笑作『桐の島台』芝居絵本、寛政9年（1797年）
- 同上『役者百人一衆化粧鏡』芝居絵本、寛政12年（1800年）[5]
- 『劇場画史』芝居絵本2巻、盈香舎、享和3年（1803年）[6]
- 丹羽桃渓、多賀如圭『絵本拾遺信長記』西村宗七、譽田屋伊右衛門ほか、享和3年[7]
- 『絵本目出度候』全2巻、本屋清七、享和3年[8]。
- 『三都戯場草の種（さんがのつ しばいくさのたね）』芝居絵本、文化元年（1804年）[9]
- 八文舎自笑（編）『役者用文章直指箱（やくしゃよう ぶんしょう じきしばこ）』全2巻、浪華 : 八文字屋八左衛門ほか3名、文化元年（1804年）[10]
- 曲亭馬琴『月氷奇縁（げっぴょうきえん）』全5巻、河内屋太助、蔦屋重三郎ほか、文化2年（1805年）[11]。
- 田仲宣（輯）『當流随一小謡』、勝村治右衛門ほか、文化2年[12][注釈 3]
  - 改題『當流随一小謡絵抄』、勝村治右衛門、1839年。
  - 改題、多賀如圭（編）『小謡独稽古』、大塚宇三郎、1911年。
- 田仲宣（輯）『小諷訓蒙図彙』多賀如圭（画工）、田中太右衛門、1839年。

### 錦絵
袋カッコ内は上演された歌舞伎の演目を示す。
- 「二世山下金作の鳴物占い小萩」細判　錦絵。寛政5年正月、中座『傾城楊柳桜（やなぎさくら）』より。
- 「初世芳沢いろは」細判　錦絵。寛政5年正月、中座『傾城楊柳桜（やなぎさくら）』より。
- 「泉川楯蔵の藤屋伊左衛門」細判。寛政5年11月、『けいせい阿波鳴門』より。
- 「御前試合の場の役者五名」大錦、寛政後期から享和

### 肉筆画
| 作品名                                                             | 技法                                     | 形状・員数     | 寸法（縦 × 横cm）                  | 所有者             | 年代                | 款記・印章                                              | 備考 |
| ------------------------------------------------------------------ | ---------------------------------------- | -------------- | ---------------------------------- | ------------------ | ------------------- | ------------------------------------------------------- | --- |
| 瑞龍護持曼荼羅                                                     | 絹本著色（画部分）・紺紙金泥（文字部分） | 1幅            |                                    | 個人               | 1787年（天明7年）   | 款記「曼荼画工師 攝陽浪速之住 流光齋 多賀英昌」（花押） | 流光斎のみならず浮世絵師の作品としては異例な仏画。『金光明最勝王経』を典拠にし、弁財天十五童子と最勝曼荼羅を組み合わせた極めて珍しい図様であり、神像も数多く描かれている。永平寺僧・棟外哲梁が発願し、和泉国の泉佐野の豪商・食野（めしの）次郎左衛門常辰が寄進。                   |
| 梨園書画                                                           | 紙本着色                                 | 画帖3冊の内2冊 |                                    | 大阪歴史博物館     | 1788年（天明8年）頃 |                                                         | 主に役者絵を描いた画帖。上冊と中冊は流光斎がそれぞれは役者の半身像、役者の立ち姿を、下冊は耳鳥斎が略筆で役者を描く。本画帖は大阪の表具師で絵も描いた松本奉時が制作を主導し、まず流光斎と耳鳥斎に絵を描かせ、奉時が自ら序文を記して帖に仕立て、役者たちに書賛を乞い完成させた。     |
| 狂言尽図巻                                                         | 紙本着色                                 | 1巻            |                                    | 千葉市美術館       | 1790年（寛政2年）頃 | 無款                                                    | 34人の歌舞伎役者を描き分けた、26.7x857.5cmの大作。無款だが、題簽に「狂言尽 浪花流光斎筆」とあり、画風からも真筆は疑いない。従来は「寛政期」または「寛政後期」制作とされたが、役者の活躍時期やその演じる役は天明末から寛政元年の場面が多く、寛政2年（1790年）頃の作品と考証される。 |
| Seven Great Osaka Actors in Favorite Roles                         | 絹本着色                                 | 1巻            | 18.3 × 125.5（表装、軸18.3 × 178） | ミネアポリス美術館 | 1790年（寛政2年）頃 |                                                         | 京坂で1782年から1787年にわたり人気のあった歌舞伎役者を7人描く。なるべく忠実に似せたと見られ、肉付きのよい顔なども写し取っている。 |
| 二代目中村のしほのお軽・初代嵐雛助の由良助・初代浅尾為十郎の九大夫 | 絹本着色                                 | 1幅            | 117.3 × 15.5                       | 大英博物館         | 1790-95年           |                                                         | |